# Галлурський юдикат
Галлурське суддівство, або Галлурський юдикат (лат. Iudicatus Gallurae, італ. Giudicato di Gallura, сард. Judicadu de Gallura) — юдикат (тип середньовічної держави) на острові Сардинія зі столицею в Чівіта. Назва походить від зображеного півня (gallus) на гербі. Ця держава протягом існування зберігала союз з Пізанською республікою, ставши плацдармом останньої на острові і в 1296 році її було приєднано до Пізи.

## Історія
Перші архонти (юдикі або судді) на Сардинії були призначені ще за часів візантійського імператора Юстиніана I — після 534 року. Проте вони мали лише обмежені судові функції. Спочатку був один юдик усієї провінції Сардинія (Iudex Provinciae), який перебував в Кальярі. Згодом їх було 2 — в Арбореї і Кальярі. Головним цивільний керівником був презид, а військовим — дукс. Сама Сардинія стає частиною візантійського Африканського екзархату.
Значну вагу сардинські юдикати набувають внаслідок захоплення арабами Африканського екзархату у 698 році. Втім вплив Візантії на Сардинії залишався. Лише після захоплення арабами у 827 році Сицилії, сардинські юдикати опинилися відірваними від візантійської допомоги. Вони вимушені були самостійно захищати свої володіння.
Зі встановлення Македонської династії в Візантії починається активна політика візантійців у Західному Середземномор'ї. У 915 році згадується архонт (юдик), що керував Сардинією, Корсикою та Балеарськими островами. Його призначав візантійський імператор.
У цей час давньоримське місто Ольбія стає важливим політичним центром, де розташовувався юдик. Область його панування невідома. Відомо, що тут панувала родина Гунале (Унале). Згодом вона об'єдналася з родом Лакон з Арбореї. В результаті центр управління переноситься на південь. Область майбутньої Галлури стає провінцією спочатку Кальярського архонства, а потім Кальярського юдикату.В цей час Ольбія стає арабською піратською базою, яку було знищено пізанським флотом лише у 1003 році.
Ситуація змінилася після арабських вторгнень на Сардинію у 1015—1025 роках, внаслідок чого ослаблюється Кальярський юдикат, на півночі якого виникає Галлурське суддівство. Першим відомими юдиком був Манфред. Його наступники дотримувалися союзу з Пізою і Папським престолом. Після 1054 року юдикат визнає зверхність останнього. 1073 році в листі папи римського Григорія VII вперше згадується «Галлура».
У другій половині XI століття юдики остаточно відмовляються від додаткового титулу архонт, відбувається перехід з грецького церковного обряду на римський, поширюється бенедиктинське чернецтво, створюються численні монастирі. Наприкінці століття столиця Ольбія отримує нову назву Чівіта, яку вперше письмо згадано 1113 року.
У 1113—1116 роках війська юдикату беруть участь у походах пізанського флоту проти Майоркської тайфи. Водночас посилюється вплив пізанських купців у галлурській торгівлі. 1138 року єпархії юикату було підпорядковано Пізанському архієпископу, що ще більше посилило залежність Галлури від пізанців.
У 1203 році після смерті юдика Баризона I починається боротьба за владу в Галлурі, в яку втрутилися інші юдики Сардинії, Генуя, Піза і Папський престол. Зрештою перемогу здобуває пізанський кандидат Ламберто Вісконті, який разом з братом Убальдо починає активний наступ на Сардинії. Спочатку було підкорено Кальярський юдикат, потім домовлено про вигідний шлюб представника роду Вісконті зі спадкоємицею Торреського юдикату.
У 1238 році після смерті Убальдо II вплив Галлури на Сардинії на тривалий час зменшився. Лише у 1256 році Джованні I після поділу Кальярського юдикату разом з пізанським родом Герардески та Арборейським юдикатом вдалося розширити межі держави на південь.
Політичне і економічне піднесення юдикату тривало до 1260-х років. У цей час столиця Чівіта набуває назву Терранова. По всій країні велося масштабне будівництво. Втім у 1296 році після смерті Уголіно Вісконті права його доньки Джованни не були визнані, внаслідок чого більшу частину юдикату захопила Пізанська республіка, окремі частини дісталися Арборейському юдикату і роду Доріа. Згодом стало місцем боротьби королів Арагону, Пізи, генуезьких родів. 1324 року тут закріпилися арагонці.

## Територія і населення

Кураторії Галлурського юдикату (позначено червоним кольором)

Площа становила 4500 км². Простягалася північно-східною частиною Сардинії. Адміністративно поділялося на 13 кураторій: Тарас (Карас), Монтанея (Монтанджа), Уналі Сусу, Баланіяна (Баларіана), Канахім (Канахіні), Джеміні, Чівіта, Орфілі, Посада, Бітті, Оросеї Галтеллі, Франка ді Джиріфаї, Унале Джоссо. На чолі їх стояв куратор, якого призначав юдик. У свою чергу кураторії поділялися на бідди (села), на чолі яких перебував майор. Його призначав куратор. Куратор і майор мали фіскальні, судові та поліцейські обов'язки.
У 1250 році тут мешкало близько 50 тис. осіб.

## Мова
Більшість населення розмовляло галлурським діалектом, який розглядають як середнє між корсиканською і сардинською мовами. Більшість вчених відносить цей діалект до корсиканської мови. Серед знаті була поширена італійська мова.

## Право
Статус станів, здійснення правосуддя, судова діяльність регулювалася на основі кодексу «Carta de Logu», який було створено під впливом пізанського законодавства.

## Економіка
Частоков було розвинено скотарство і землеробство, більш значущим було рибальство. Втім юдикат більше уславився добуванням заліза та експортом вовни.